# Weinbourg
Weinbourg är en kommun i departementet Bas-Rhin i regionen Grand Est (tidigare regionen Alsace) i nordöstra Frankrike. Kommunen ligger i kantonen Bouxwiller som tillhör arrondissementet Saverne. År 2022 hade Weinbourg 466 invånare.

## Befolkningsutveckling
Antalet invånare i kommunen Weinbourg
| Referens: INSEE |